# Sav-bázis reakció
Sav-bázis reakciónak – Brönsted elmélete szerint – a protonleadással járó, ún. protolitikus reakciót nevezzük. Azokat a molekulákat, ionokat, amelyek a protont leadják, savnak, amelyek felveszik, bázisnak nevezzük. Például: {\displaystyle {\ce {HNO3 + H2O -> H3O+ + NO3-}}} (salétromsav + víz → oxóniumion + nitrátion).

## Sav-bázis reakciók

### Arrhenius sav-bázis elmélete (1884)
- Savak: proton (hidrogénion, {\displaystyle {\ce {H+}}}) leadására képes anyagok
- Bázisok: hidroxidion ({\displaystyle {\ce {OH-}}}) leadására képes anyagok

Példák:
- sav: {\displaystyle {\ce {HCl -> H+ + Cl-}}}
- bázis: {\displaystyle {\ce {NaOH -> Na+ + OH-}}}

Az ammónia ({\displaystyle {\ce {NH3}}}) bázikus viselkedésének magyarázata:
{\displaystyle {\ce {NH3 + H2O -> NH4+ + OH-}}}

### Brönsted sav-bázis elmélete (1923)
- Savak: proton leadására képes anyagok
- Bázisok: proton felvételére képes anyagok

Példák:
- {\displaystyle {\ce {HCl + H2O -> Cl- + H3O+}}}
- {\displaystyle {\ce {NH3 + H2O -> NH4+ + OH-}}}

## Savak és bázisok erőssége
A savak és bázisok erőssége azt jelzi, hogy milyen mértékben képes az adott sav, illetve bázis protonokat átadni vagy felvenni.
Példák:
- A sósav erős sav, mert szinte minden hidrogén-klorid-molekula leadja a protonját.
{\displaystyle {\ce {HCl + H2O -> Cl- + H3O+}}}
- A nátrium-hidroxid erős bázis, mert oldott állapotban hidroxidionok (és nátriumionok) formájában található:
{\displaystyle {\ce {NaOH -> Na+ + OH-}}}
- Az ecetsav gyenge sav, mert az összes ecetsavmolekula 1-2%-a adja csak át protonját a víznek:
{\displaystyle {\ce {CH3COOH + H2O <=> CH3COO^- + H3O+}}}
- Az ammónia gyenge bázis, mert csak az ammóniamolekulák 1-2%-a vesz fel protont a víztől:
{\displaystyle {\ce {NH3 + H2O <=> NH4+ + OH-}}}

## Lásd még
- Savak és bázisok erőssége